# Бокові породи

Бокові породи (рос. боковые породы (вмещающие породы), англ. lateral rocks, нім. Nebengesteine) — гірські породи, розташовані збоку від покладу корисної копалини або прилеглі до нього. При горизонтальному заляганні покладу пласт, що лежить знизу, називають підошвою, а зверху — покрівлею. У разі похилого (крутого) залягання покладу розрізнюють бокові породи висячого боку (або висячої сторони), що знаходяться над покладом, і лежачого боку (або лежачої сторони), що знаходяться під покладом.
Властивості і стан бокових порід впливають на вибір системи розробки корисних копалин, техніко-економічні показники будівництва і експлуатації гірничих підприємств.